# اسلینک جانسون

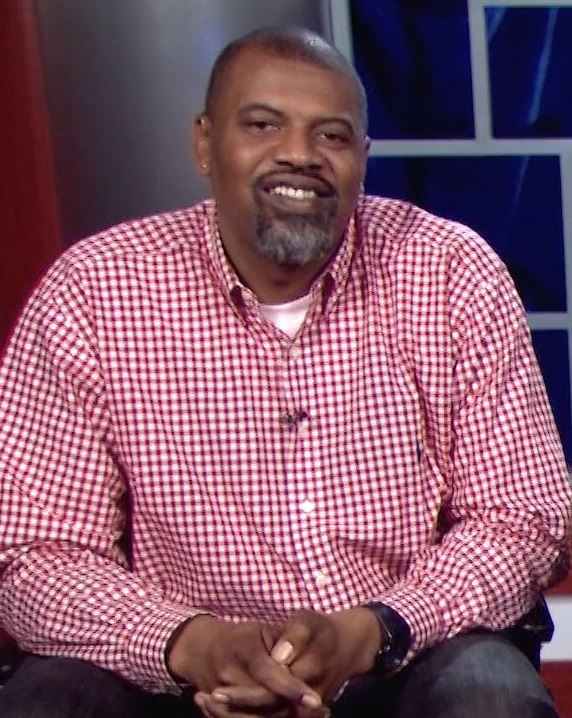
رپر، بازیگر، صدا پیشه و کمرین آمریکایی

جرالد "اسلینک " جانسون، که با نام هنری " اسلینک کاپون " نیز شناخته می‌شود، یک خواننده رپ، بازیگر، صداپیشه و کمدین آمریکایی است. وی به خاطر فعالیت‌های خود در کمدی سیاه و به خاطر صداپیشگی شخصیت لامار دیویس در بازی ویدیویی اتومبیل‌دزدی بزرگ ۵ شناخته شده‌است.